# Cercospora hyalospora
Cercospora hyalospora är en svampart som beskrevs av A.S. Mull. & Chupp 1935. Cercospora hyalospora ingår i släktet Cercospora och familjen Mycosphaerellaceae.   Inga underarter finns listade i Catalogue of Life.